# Салентина
Салентина (на италиански: Salintina), е полуостров в югоизточната част на Италия, наричан още „токът на италианския ботуш“. Административно принадлещи към област Апулия, провинции Бриндизи, Лече и Таранто. Дължина около 150 km, ширина до 50 km. На североизток се мие от водите на Адриатическо, а на юг и югозапад – от водите на Йонийско море (залива Таранто). На изток протока Отранто го отделя от бреговете на Албания и Балканския полуостров. В близост до град Отранто се намира най-източната точка на Италия. Целият полуостров е зает от хълмиста равнина с височина до 300 m на северозапад (крайните югоизточни разклонения на възвишението Ле Мурдже). Изграден е основно от варовици и доломити със силно развити карстови форми. Силно развито лозарство и тютюнопроизводство. Главни градове са Таранто, Бриндизи и Лече.